# Élections législatives jamaïcaines de 1955
Des élections législatives ont lieu en Jamaïque le 12 janvier 1955. Elles sont remportées par le Parti national du peuple, qui gagne 18 sièges sur 32. La participation est de 65,1 %.

## Résultats
| Party                               | Votes   | %    | Seats | +/-     |
| ----------------------------------- | ------- | ---- | ----- | ------- |
| Parti national populaire            | 245 750 | 50,5 | 18    | +5      |
| Parti travailliste de Jamaïque      | 189 929 | 39,0 | 14    | -3      |
| Parti des paysans                   | 13 258  | 2,7  | 0     | Nouveau |
| Parti national travaillistes        | 6 004   | 1,2  | 0     | Nouveau |
| Mouvement pour la liberté du peuple | 647     | 0,1  | 0     | Nouveau |
| Parti républicain                   | 108     | 0,0  | 0     | Nouveau |
| Indépendants                        | 30 948  | 6,4  | 0     | -2      |
| Votes invalides/blancs              | 9 036   | –    | –     | –       |
| Total                               | 495 680 | 100  | 32    | 0       |
| Source : Nohlen                     |         |      |       |         |